# Tikizetes spinipes
Tikizetes spinipes – gatunek roztocza z kohorty mechowców i rodziny Cepheidae. Jedyny gatunek monotypowego rodzaju Tikizetes
Rodzaj i gatunek zostały opisane w 1967 roku przez Marie Hammer. Malcolm Luxton wydzielił go w 1985 roku do monotypowej rodziny Tikizetidae, jednak obecnie klasyfikowany jest Cepheidae.
Mechowce te mają właściwe lamelle wolne, w postaci cienkich blaszek. Notogaster niedłuższy niż szerszy. Długie, grzebykowate szczeciny submarginalne obecne na notogaster w liczbie 6 par, a małe szczeciny posteromarginalne w liczbie 3 par. Szczeciny genitalne występują w liczbie 7 par, aggenitalne 1 pary, analne 2 par, a adanalne 3 par. Odnóża jednopalczaste.
Gatunek endemiczny dla Nowej Zelandii.